# Obi Abili
Obi Abili is een Brits toneel-, televisie- en filmacteur van Nigeriaanse afkomst.

## Biografie
Abili studeerde aan de Royal Academy of Dramatic Art in Londen (RADA). In 2006 debuteerde hij op televisie met een rol in de televisieserie Afterlife. In 2012 debuteerde Abili in de film Gambit naast Colin Firth en Cameron Diaz en in 2013 speelde hij de hoofdrol als Tula in Tula: The Revolt.
Hij werd in 2010 door Screen International uitgeroepen tot "Star of Tomorrow" en in hetzelfde jaar door IndieWire als "actor to watch".

## Filmografie (selectie)

### Films
- 2021: The Survivalist
- 2020: Violation
- 2020: Faraway Eyes
- 2019: 21 Bridges
- 2018: London Fields
- 2017: Forgotten Man
- 2013: Tula: The Revolt
- 2012: Gambit

### Televisie
- 2018: Billions
- 2016: Delicious
- 2011: Injustice
- 2010: The Nativity
- 2009: The Take
- 2009: Moses Jones

### Theater
- 2021: The Oresteia[2]
- 2017: The Emperor Jones (Irish Repertory Theatre)[1]
- 2016: Six Degrees of Separation (London Theatre)[3]
- 2015: Antigone (Brooklyn Academy of Music)[1]